# Master of Darkness
Master of Darkness (In the Wake of Vampire au Japon et Vampire: Master of Darkness aux États-Unis) est un jeu vidéo d'action développé par SIMS et édité par Sega, sorti en 1992 sur Sega Master System et Game Gear,,.

## Résumé du jeu
L'ombre de Dracula plane sur l'Angleterre victorienne. Combattez les monstres de Dracula dans les rues étranges et dangereuses et les entrepôts sombres. Trouvez Dracula, le maître des ténèbres, et sauvez l'Angleterre.

## Système de jeu
Master of Darkness est proche des jeux Castlevania classiques.

## Accueil
Le jeu a reçu un accueil favorable de la part des critiques.